# Francisco Gallego (rejero)
Francisco Gallego (Sevilla, principios del siglo XVI - c. 1565) fue un rejero español activo en su tierra natal.
Dentro de sus obras destacan los trabajos en las ventanas de la casa consistorial de Sevilla entre 1543 y 1546, los antepechos de las ventanas para el entresuelo de los reales alcázares en 1546, la reja de la capilla del Sepulcro del monasterio de la Cartuja en 1551 o la reja para la capilla de Francisco Núñez de Jerez en la iglesia de san Pedro en 1554, junto a Pedro Delgado, con quien había realizado tres rejas en 1552 para México.
Estuvo casado con Ana Ruiz, con quien tenía unas casas en la calle de Arqueros.